# Ольга Романова (роман)
«Ольга Романова» (англ. Olga Romanoff) — науково-фантастичний роман англійського письменника Джорджа Гріффіта, вперше опублікований під назвою «Небесна Сирена» в Pearson's Weekly.

## Сюжет
Роман продовжує (з моменту завершення подій, описаних у романі «Янгол революції») розповідь про всесвітнє братство анархістів, яке бореться з непідкореними країнами світу, озброєні фантастичними дирижаблями. Роман закінчується апокаліптичною приміткою, в якій вказується, що в землю врізається комета.